# Листокрутка глодова
Листокрутка глодова (Archips crataegana Hb.) — метелик родини листовійок. Шкідник плодових культур, пошкоджує яблуню, грушу і сливу.

## Опис
Розмах крил метелика: самки — 26-27 міліметрів, самця — 19-21 мміліметри. Передні крила від коричневого до коричнево-сірого кольору. У самки широка буро-коричнева перев'язь на передніх крилах, у самця плями оксамитові, темно-коричневі. Середня перев'язь не доходить до переднього краю крила. Задні крила світло-коричневі. Відкладають купками яйця жовтого кольору. Яйцекладка вкрита зверху цементуючою воскоподібною речовиною, і нагадує грудочку вапна розміром 0,3х0,8 сантиметри. Забарвлення гусениць від світло-сірого до сірувато-зеленого і, нарешті, оксамитово-чорного. Голова, грудний і анальний щитки блискучо-чорні. Довжина гусениці 20-25 мм. Лялечки завдовжки 15-16 міліметрів у самок і 11-12 міліметрів у самців, колір їх матово-чорний. На передньому краї першого черевного сегмента є горби, кінець черевця дуже витягнутий і має вісім гачечків.

## Екологія
Протягом літа дає одне покоління. Зимує в стадії яйця у вигляді щитків, які розміщуються самками на поверхні кори скелетних і обростаючих гілок, на висоті 1-2, іноді до 4 метрів. Навесні з яєць виходять гусениці. Гусениці старшого віку оселюються на поодиноких листках, склеюючи їх павутиною вздовж центральної жилки. Заляльковуються гусениці наприкінці червня — на початку липня. Через 10-12 днів з лялечок виходять метелики. Одна самка відкладає протягом 20 днів близько 270 яєць. У кожній яйцекладці 10-70 яєць.